# آق‌تپه (ترکیه)
آق‌تپه (به ترکی استانبولی: Aktepe) شهری است در کشور ترکیه که در استان ختای واقع شده‌است. جمعیت این شهر بر اساس سرشماری سال ۲۰۰۸ میلادی ۷٬۸۵۰ نفر و بر اساس برآوردهای سال ۲۰۰۹ میلادی ۷٬۶۹۳ نفر می‌باشد.